# Funció física no clonable

Els PUF actuen com a empremtes digitals d'identificació única

Una funció física no clonable (de vegades també anomenada funció físicament no clonable, que fa referència a una mètrica de seguretat més feble que una funció física no clonable), o PUF, és un objecte físic el funcionament del qual no es pot reproduir ("clonat") de manera física (faint un altre sistema utilitzant la mateixa tecnologia), que per a una entrada i condicions determinades (desafiament), proporciona un sortida de "empremta digital digital" definida físicament (resposta). que serveix com a identificador únic, més sovint per a un dispositiu semiconductor com un microprocessador. Els PUF es basen sovint en variacions físiques úniques que es produeixen de manera natural durant la fabricació de semiconductors. Un PUF és una entitat física incorporada en una estructura física. Els PUF s'implementen en circuits integrats, inclosos els FPGA, i es poden utilitzar en aplicacions amb requisits d'alta seguretat, més concretament criptografia, dispositius d'Internet de les coses (IOT)  i protecció de la privadesa.

## Història
Les primeres referències sobre sistemes que exploten les propietats físiques dels sistemes desordenats amb finalitats d'autenticació es remunten a Bauder el 1983  i Simmons el 1984. Naccache i Frémanteau van proporcionar un esquema d'autenticació el 1992 per a targetes de memòria. Els PUF van ser proposats formalment per primera vegada de manera general per Pappu l'any 2001, sota el nom de Funció Física unidireccional (POWF), amb el terme PUF encunyat el 2002,  alhora que descriu el primer PUF integrat on, a diferència de Els PUF basats en l'òptica, els circuits de mesura i els PUF s'integren en el mateix circuit elèctric (i es fabriquen amb silici).
A partir del 2010, PUF va cridar l'atenció al mercat de targetes intel·ligents com una forma prometedora de proporcionar "empremtes dactilars de silicona", creant claus criptogràfiques úniques per a targetes intel·ligents individuals.
Els PUF s'estableixen ara com una alternativa segura a l'emmagatzematge amb bateria de claus secretes en FPGA comercials, com ara Xilinx Zynq Ultrascale+,  i Altera Stratix 10.

## Concepte
Els PUF depenen de la singularitat de la seva microestructura física. Aquesta microestructura depèn de factors físics aleatoris introduïts durant la fabricació. Aquests factors són impredictibles i incontrolables, la qual cosa fa que sigui pràcticament impossible duplicar o clonar l'estructura.
En lloc d'incorporar una única clau criptogràfica, els PUF implementen l'autenticació desafiament-resposta per avaluar aquesta microestructura. Quan s'aplica un estímul físic a l'estructura, aquest reacciona de manera impredictible (però repetible) a causa de la complexa interacció de l'estímul amb la microestructura física del dispositiu. Aquesta microestructura exacta depèn de factors físics introduïts durant la fabricació, que són impredictibles (com una moneda justa). L'estímul aplicat s'anomena repte i la reacció del PUF s'anomena resposta. Un repte específic i la seva resposta corresponent formen conjuntament un parell repte-resposta o CRP. La identitat del dispositiu s'estableix per les propietats de la pròpia microestructura. Com que aquesta estructura no es revela directament pel mecanisme de repte-resposta, aquest dispositiu és resistent als atacs de falsificació.

## Classificació

### Fort/Débil
- Els PUF febles es poden considerar un tipus de memòria que s'inicia aleatòriament durant la fabricació de PUF. Un repte es pot considerar una adreça dins de la memòria i la resposta es pot considerar el valor aleatori emmagatzemat per aquesta adreça. D'aquesta manera, el recompte de parells de repte-resposta (CRP) únics s'escala linealment amb el recompte d'elements aleatoris del PUF. L'avantatge d'aquests PUF és que són oracles aleatoris reals, de manera que són immunes als atacs d'aprenentatge automàtic. La debilitat és que el recompte de CRP és petit i pot ser esgotat per un adversari, que pot investigar el PUF directament, o durant els protocols d'autenticació per canals insegurs, en aquest cas el verificador ha de fer un seguiment dels reptes ja coneguts per l'adversari. És per això que l'aplicació principal dels PUF febles és la font d'aleatorietat per derivar claus criptogràfiques.

- Els PUF forts són sistemes que fan càlculs basats en la seva estructura interna. El seu recompte de CRP únics s'escala més ràpidament que linealment amb l'augment del recompte d'elements aleatoris a causa de les interaccions entre els elements. L'avantatge és que d'aquesta manera l'espai de CRP es pot fer prou gran com per fer que el seu esgotament sigui pràcticament impossible i les col·lisions de 2 elements de l'espai escollits aleatòriament siguin prou improbables, permetent a la part verificadora no fer un seguiment dels elements utilitzats sinó només triar-los aleatòriament. des de l'espai. Un altre avantatge és que l'aleatorietat es pot emmagatzemar no només dins dels elements sinó també dins de les seves interaccions, que de vegades no es poden llegir directament. La debilitat és que els mateixos elements i les seves interaccions es reutilitzen per a diferents reptes, la qual cosa obre la possibilitat d'obtenir informació sobre els elements i les seves connexions i utilitzar-la per predir la reacció del sistema davant els reptes no observats.

### Implícit/explícit
Totes les implementacions d'un determinat PUF dins de determinat dispositiu es creen de manera uniforme mitjançant processos escalables. Per exemple, quan es produeix un criptoprocessador basat en un xip de silici, es creen molts processadors a la mateixa hòstia de silici. L'equip de fosa aplica les mateixes operacions a totes les encenalls d'una hòstia i intenta fer-ho el màxim de reproduïble possible per tal de tenir característiques predictibles i d'alt rendiment i fiabilitat dins de totes les xips. Malgrat això, s'hauria de generar aleatorietat per fer que PUF en cada xip sigui únic.
- L'aleatorietat PUF explícita es crea explícitament en una operació tecnològica separada. És un desavantatge perquè una operació independent imposa costos addicionals i perquè el fabricant pot substituir intencionadament aquesta operació separada per una altra cosa, la qual cosa pot reduir l'aleatorietat i comprometre les característiques de seguretat.
- El PUF implícit utilitza les imperfeccions de la tecnologia com a font d'aleatorietat dissenyant un PUF com un dispositiu el funcionament es veu fortament afectat per les imperfeccions tecnològiques en lloc de no veure's afectat, com es fa per a la curcuitry habitual, i fabricant-lo simultàniament amb la resta del dispositiu. Atès que les foneries no poden vèncer les imperfeccions de la tecnologia tot i tenir un fort incentiu econòmic per poder fabricar xips més eficients i més fiables, ofereix una certa protecció contra la porta posterior de la foneria d'aquest tipus PUF. Els PUF de porta posterior manipulant màscares litogràfiques es poden detectar mitjançant enginyeria inversa dels dispositius resultants. Fabricar el PUF com a part de la resta del dispositiu el fa més barat que els PUF explícits.

### Intrínsec/extrínsec
- Els PUF extrínsecs es basen en sensors per mesurar un sistema que conté l'aleatorietat. Aquests sensors són un punt feble, ja que es poden substituir per falsificacions enviant les mesures necessàries.
- El funcionament intrínsec del PUF es veu afectat per l'aleatorietat continguda dins del propi sistema.

## Tipus
S'han suggerit més de 40 tipus de PUF. Aquests van des de PUF que avaluen un element intrínsec d'un sistema electrònic integrat preexistent fins a conceptes que impliquen la introducció explícita de distribucions de partícules aleatòries a la superfície d'objectes físics per a l'autenticació. Tots els PUF estan subjectes a variacions ambientals com ara la temperatura, la tensió d'alimentació i les interferències electromagnètiques, que poden afectar el seu rendiment. Per tant, en lloc de ser només aleatori, el poder real d'un PUF és la seva capacitat de ser diferent entre dispositius però alhora de ser el mateix en diferents condicions ambientals al mateix dispositiu.